# Belleserre

Belleserre este o comună în departamentul Tarn din sudul Franței. În 2009 avea o populație de 166 de locuitori.

## Evoluția populației
| An        | 1975 | 1982 | 1990 | 1999 | 2006 | 2009 |
| --------- | ---- | ---- | ---- | ---- | ---- | ---- |
| Populație | 99   | 101  | 100  | 103  | 150  | 166  |

## Monumente

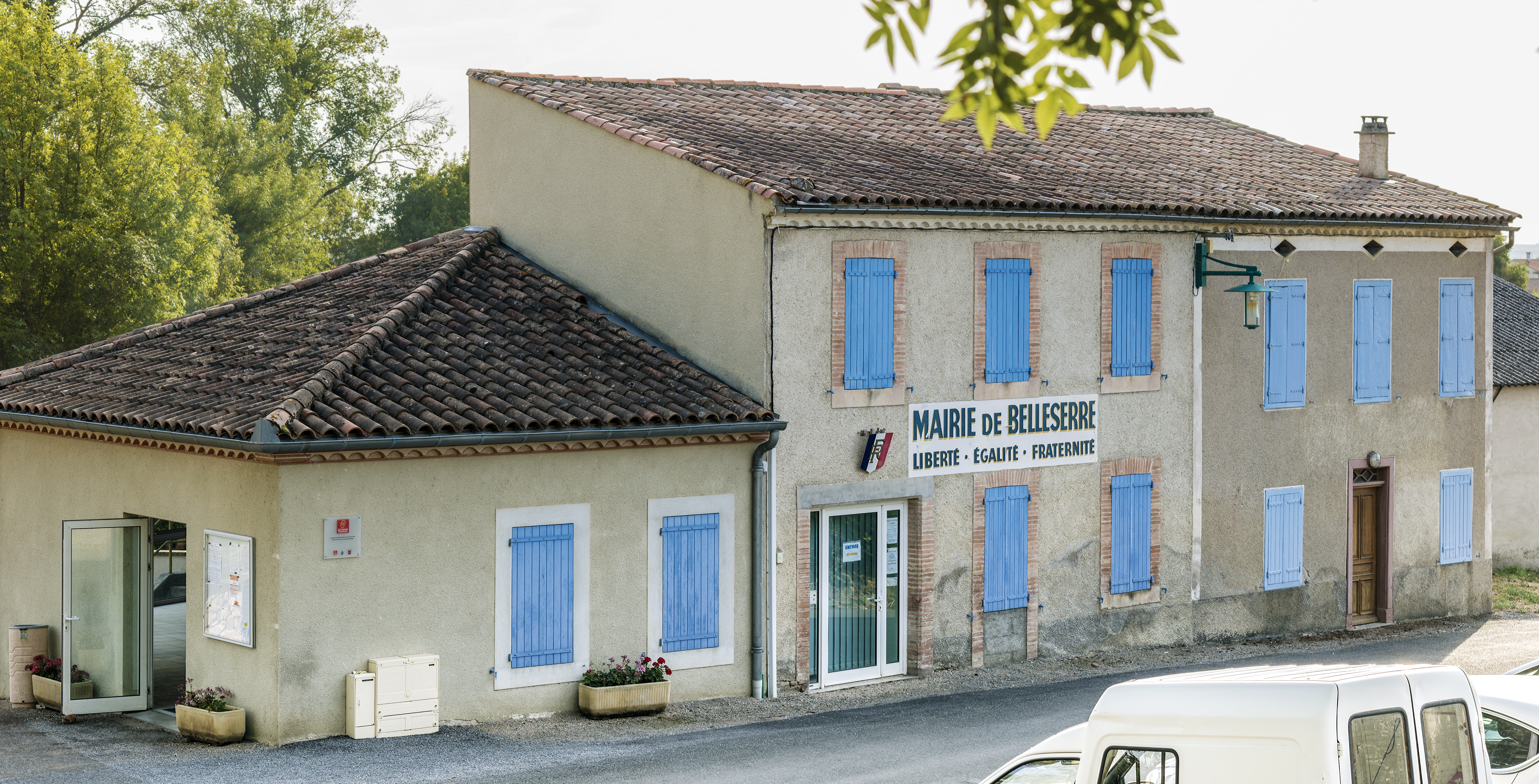
Primăria.
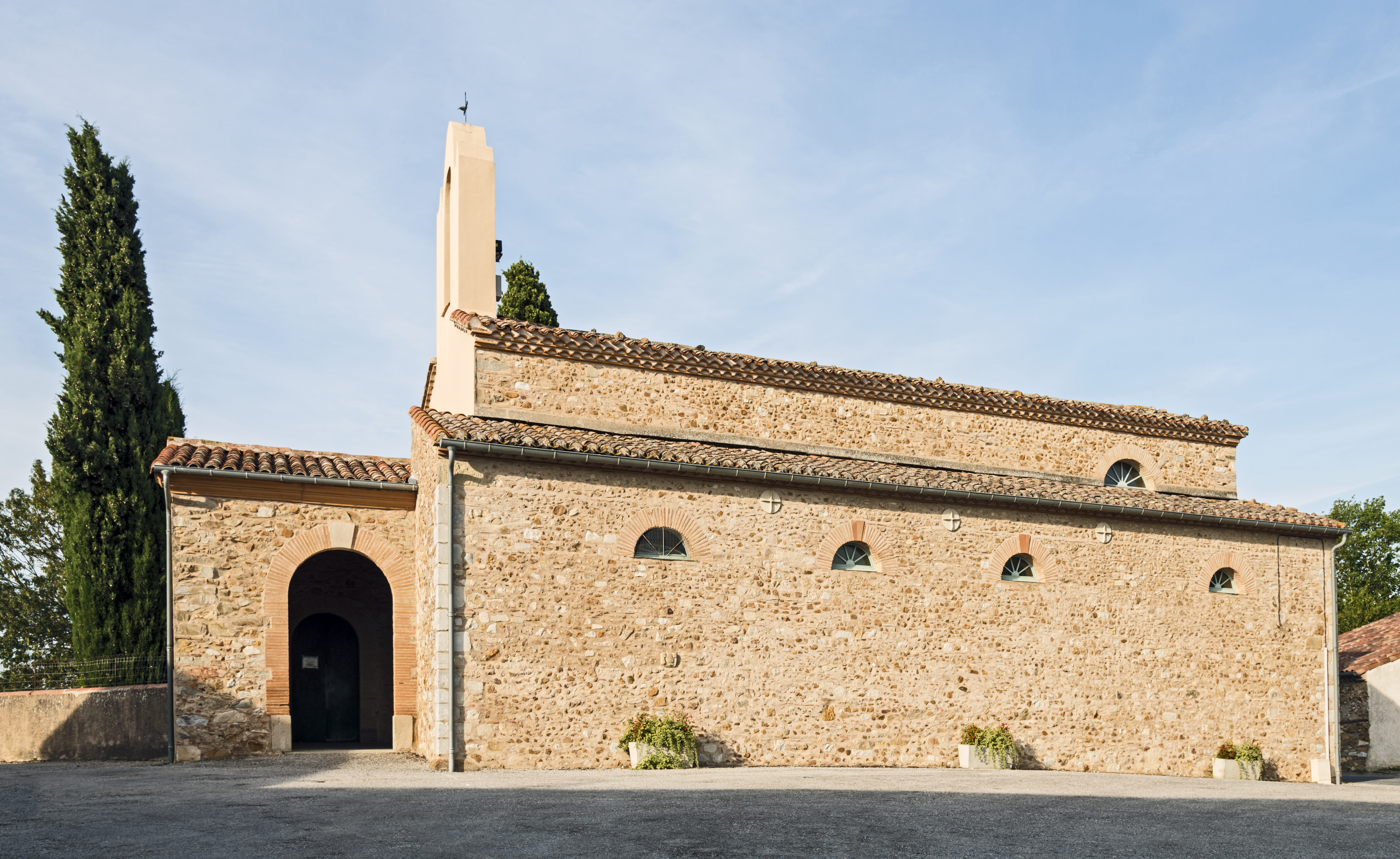
Biserica.
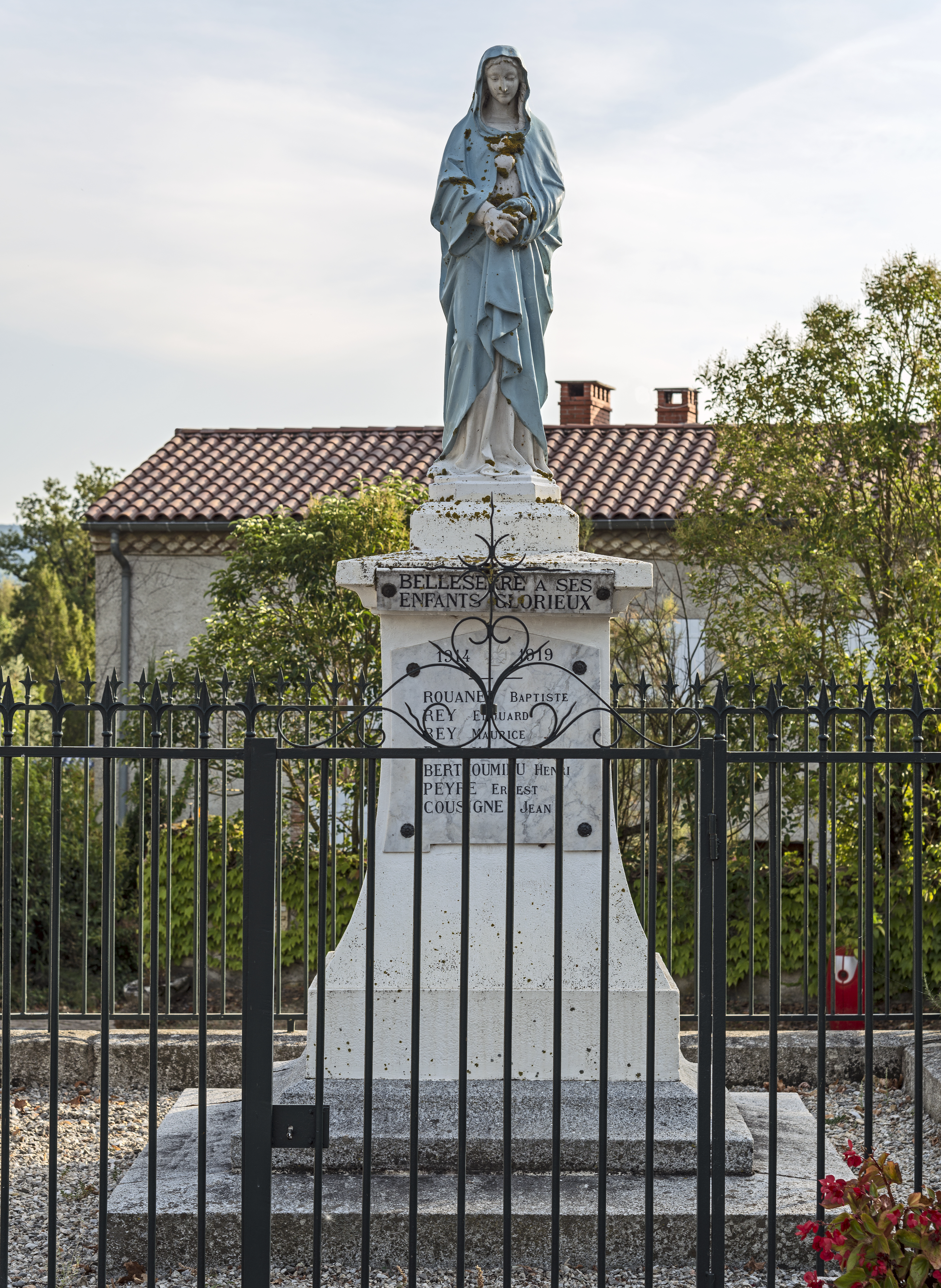
Memorialul